# Cupid's Bad Aim
Cupid's Bad Aim è un cortometraggio muto del 1913 diretto da Al Christie (la regia di Christie non è confermata.

## Produzione
Il film fu prodotto dalla Nestor Film Company.

## Distribuzione
Distribuito dalla Motion Picture Distributors and Sales Company, il film - un cortometraggio di 150 metri - uscì nelle sale cinematografiche USA il 29 agosto 1913.
Nelle proiezioni, veniva programmato con il sistema dello split reel, accorpato in un'unica bobina con un altro cortometraggio della Nestor, la commedia Two Hearts and a Thief.